# 히드록시진
히드록시진(하이드록시진, hydroxyzine)은 아타락스(Atarax), 비스타릴(Vistaril) 등의 상품명으로 판매되는 항히스타민제이다. 가려움증, 불면증, 불안, (멀미로 인한 것을 포함한) 구역질 등의 치료에 사용한다. 경구와 근육 주사 제형이 있다.
흔한 부작용에는 졸림, 두통, 구강건조증이 있다. 심각한 부작용에는 심전도상의 QT 연장 등이 있을 수 있다. 임신이나 수유 중 사용이 안전한지는 불명확하다. 히드록시진은 히스타민 작용을 차단해 작용한다. 화학적으로는 피페라진 계열에 속하며 약리학적으로는 1세대 항히스타민제이다.
1956년 UCB가 처음 합성했으며, 그해 말 미국에서 화이자가 판매 승인을 받았다. 2021년 기준으로 미국에서 한 해 동안 1,100만 건 이상 처방되어, 가장 많이 처방된 약물 58위에 올랐다.

## 의학적 사용
히드록시진은 가려움증, 불안, 멀미로 인한 구역질 치료에 쓰인다. 보다 구체적으로는 수술 후 신경증에서 나타나는 불안, 그리고 습진이나 피부염 등으로 인한 가려움증이 그 적응증이다.
체계적 문헌고찰 연구에서는 플라시보군에 비해 히드록시진이 범불안장애 치료에 효과가 있다고 보고했다. 벤조디아제핀이나 부스피론과의 효과 비교에 관한 자료는 충분치 않았다.
진정제로서 예비투약 시, 아트로핀 등의 트로판 알칼로이드 등에는 효과가 없다. 그러나 메피리딘(페티딘)이나 바르비투르산 같은 약제로 전신마취를 한 이후, 혹은 마취 전 보조요법으로는 환자 개인의 상태에 따라 사용 가능하다.